# Двойственность Александера
Двойственность Александера — соотношение между гомологиями подпространства и когомологиями его дополнения.
Открыта в 1915 году Джеймсом Александером и обобщена Павлом Сергеевичем Александровым и Львом Семёновичем Понтрягиным.

## Формулировка
Обозначим через {\displaystyle {\tilde {H}}} приведённые гомологии или когомологии с коэффициентами в произвольно заданной абелевой группе.
Пусть {\displaystyle X} — компактное, локально стягиваемое подпространством сферы {\displaystyle \mathbb {S} ^{n}}.
Тогда, {\displaystyle {\tilde {H}}_{q}(X)\cong {\tilde {H}}^{n-q-1}(\mathbb {S} ^{n}\backslash X)} в любой размерности {\displaystyle q}.

### Замечания
- Условие локальной стягиваемости можно отбросить, если используются гомологии Александрова — Чеха, которая специально разработана для борьбы с локальными патологиями.